# Hyper-IgM-Syndrom Typ 3
Das Hyper-IgM-Syndrom Typ 3 (HIGM3, Hyper-IgM-Syndrom durch CD40-Mangel) ist eine spezielle Form des seltenen Hyper-IgM-Syndromes, einer angeborenen Erkrankung mit erhöhtem Immunglobulin M und gleichzeitig vermindertem bis fehlendem Immunglobulin G und Immunglobulin A im Blutserum.

## Verbreitung
Die Häufigkeit ist nicht bekannt, die Vererbung erfolgt autosomal-rezessiv.

## Ursache
Der Erkrankung liegen Mutationen im CD140-Gen im Chromosom 20 an q13.12 zugrunde.

## Klinische Erscheinungen
Die Erkrankung gehört mit dem Hyper-IgM-Syndrom Typ 1 zu  den Formen mit vermehrten Infektionen, einer erhöhten Infektionsneigung aufgrund des Immundefektes.
Entgegen isolierten Immundefekterkrankungen treten bei diesem Syndrom häufig Infektionen mit Pneumocystis carinii auf.

## Behandlung
Die Behandlung besteht in einer Substitutionstherapie.